# 白山市立笠間中学校
白山市立笠間中学校（はくさんしりつ かさまちゅうがっこう）は、石川県白山市笠間町にある公立中学校。

## 沿革
- 1951年 - 石川村外二ヶ村中学校組合立笠間中学校として認可
- 1983年 - 新校舎完成
- 2005年 - 市町村合併に伴い、白山市立笠間中学校に改称
- 2019年 - 大規模改造工事完成[2]

## 通学区域
源兵島町、上安田町、福永町、番田町、出合島町、福留町、四ツ屋町、水澄町、福新町、福留南一丁目、下柏野町、荒屋柏野町、小上町、上柏野町、中柏野町、石立町、松本町、笠間町、北島町、阿弥陀島町、米光町 、笠間新一丁目、宮保町、宮保町上河原、宮保町高松、宮保町番出、法仏町、七郎町、小川町、上小川町、黒瀬町、宮保新町、宮原町、柏町、東柏町、西柏町、西柏 一～三丁目、美沢野町、東美沢野町、西美沢野町、西美沢野一丁目、水島町（ただし、1015、1016番地を除く。）

## 著名な出身者
- 松田康甫（独立リーグ野球選手）

## 進学前小学校
- 石川小学校
- 松陽小学校

## アクセス
- 加賀笠間駅から徒歩約3分 美川駅から徒歩約49分